# Прозоров, Александр Алексеевич
Александр Алексеевич Прозоров (1804—1874) — Слободской городской голова в 1859—1861 годах, купец 1-й гильдии из купеческого рода Прозоровых. За торговлю хлебными товарами получил награду — золотую медаль на Аннинской ленте. Гласный Слободской городской думы. Член попечительского совета женской прогимназии. Потомственный почётный гражданин.

## Биография
Александр Алексеевич Прозоров родился в 1804 году. Он происходил из купеческого рода Прозоровых и был старшим сыном А. С. Прозорова от его первого брака, его младшим братом был купец Яков Прозоров.
Воспитанием детей в семье в основном занималась мачеха, которая не уделяла много внимания Александру. Возможно, это послужило причиной того, что он в достаточно юном возрасте начал самостоятельную деятельность, устроившись конторщиком на Холуницкий завод. В 1826 году Александр Прозоров женился на дочери купца Ефима Петровича Хохрякова. Венчание молодых проходила во Владимирской Богородицкой церкви города Вятки. Но вскоре его жена умерла и Александр Прозоров был исключен из купеческого сословия. Он переехал в город Орлов. В 1834 году был причислен ко второй гильдии купечества города. Здесь он женился второй раз, его супругой стала Августа Шмелева, дочь купца Ильи Назаровича Шмелева. В 1866 году он получил звание потомственного Почётного гражданина. Купил дом в городе Слободской у Николая Захаровича Герасимова и переехал туда с семьей. Дом представлял собой двухэтажное каменное строение, ворота дома украшали два льва.
Каждый год Александр Прозоров уезжал в Ношуль, где занимался погрузкой барж с товаром, затем ехал в Архангельск, а обратно домой возвращался в сентябре.
В период 1859—1861 годов он был Слободским Городским головой. В 1869 году стал членом Слободского уездного училища совета. Был награжден Золотой медалью на Аннинской ленте за торговлю хлебными товарами.
В 1873 году он стал почётным мировым судьей в уезде и гласным Слободской городской думы. Постепенно его предпринимательская деятельность стала приносить меньше прибыли, чем раньше. Александр Прозоров после некоторых неприятных случаев, связанных с их домом, стал впадать в депрессию и предпринял попытку самоубийства, но его спасли. Но вскоре он все равно умер.
Это произошло 24 июня 1874 года. Александр Прозоров застрелился во время визита его брата Петра Алексеевича Прозорова.
Его жена Августа Ильинична занималась домашним хозяйством и воспитанием детей, отличалась добрым нравом. С детьми часто ездила в гости к своей маме, Екатерине Дмитриевне Шмелевой, где они весело проводили праздники и выходные дни. Она умерла 25 ноября 1905 года.
Дети Александра Алексеевича и Августы Ильиничны получили хорошее образование. Дочь Екатерина, которая родилась в 1852 году, и впоследствии вышла замуж за Тихона Булычёва, получила образование в Вятской женской гимназии. Сын Александр, родившийся в 1854 году, выпускник Казанского университета, получивший юридическое образование. Дочь Раиса, 1856 года рождения, окончила Казанский пансионат Дубровинской. После замужества была Усольцевой. Сын Алексей 1858 года рождения, после окончания пяти классов гимназии, поступил в Юнкерское училище в Петербурге и был корнетом запаса.
В городе Слободской сохранился особняк по улице Советской, который принадлежал Александру Алексеевичу Прозорову. Дом внесен в список памятников градостроительства и архитектуры Федерального значения под названием «Усадьба купца Плюснина с воротами и оградой по улице Советской, 80». Помимо Александра Прозорова, до революции его владельцами были Иван Иванович Распопов, Петр Алексеевич Плюснин, купцы Герасимовы. Среди жителей города Слободского считалось, что у этого дома очень нехорошая аура.